# Brodskyella
Brodskyella là một chi bọ cánh cứng trong họ Mordellidae.
Chi này được Horák miêu tả khoa học năm 1989.

## Các loài
Chi này gồm các loài:
- Brodskyella angustata (Píc, 1923)
- Brodskyella holzschuhi Horák, 1989